# Талица (Нытвенский район)
Талица — деревня в составе Нытвенского городского округа в Пермском крае.

## География
Деревня расположена на берегу реки Талица. Ближайшие населенные пункты Галки, Мокино,Числы.

## История
Деревня до 2020 года входила в состав Григорьевского сельского поселения Нытвенского района. После упразднения обоих муниципальных образований входит в состав Нытвенского городского округа.

## Население
| 2015 | 2016 |
| ---- | ---- |
| 2    | →2   |

## Инфраструктура
В деревне одна улица - Им Черемных Я.М